# D'un papillon à une étoile
Albums de Véronique Sanson
Indestructible Avec vous
D'un papillon à une étoile est le douzième album studio de Véronique Sanson, sorti en 1999.
Cet album hommage reprend intégralement des titres écrits par Michel Berger. Classé deuxième au top album en France, il a été certifié disque de platine en 1999 pour plus de 300 000 exemplaires vendus.

## Titres
Toutes les chansons sont écrites et composées par Michel Berger.
| No  | Titre | Durée |
| --- | --- | ----- |
| 1.  | Pour me comprendre                                                                                             | 4:07  |
| 2.  | Le Paradis blanc                                                                                               | 5:35  |
| 3.  | Si tu t'en vas                                                                                                 | 3:13  |
| 4.  | Lumière du jour                                                                                                | 3:57  |
| 5.  | Chanson pour une fan                                                                                           | 3:34  |
| 6.  | L'un sans l'autre                                                                                              | 3:31  |
| 7.  | Diego libre dans sa tête                                                                                       | 4:28  |
| 8.  | Les Princes des villes                                                                                         | 5:35  |
| 9.  | Je reviens de loin                                                                                             | 3:12  |
| 10. | Peut-être toi, peut-être moi                                                                                   | 3:16  |
| 11. | L'amour est là                                                                                                 | 4:10  |
| 12. | Attends-moi | 2:50  |
| 13. | La Minute de silence                                                                                           | 4:16  |
| 14. | Message personnel (bonus présent uniquement sur le CD monotitre inclus dans la 1re édition vendue par la FNAC) | 4:47  |

## Singles
- Le Paradis blanc (paroles et musique : Michel Berger) - Single promo - Année de diffusion : 1999
- Si tu t'en vas (paroles et musique : Michel Berger) - Single promo - Année de diffusion : 2000
- Pour me comprendre (paroles et musique : Michel Berger) - Single promo - Année de diffusion : 2000

## Musiciens
- Arrangements, direction musicale et pré-production : Hervé Le Duc
- Basse : Leland Sklar
- Batterie : Neal Wilkinson
- Claviers, pianos, programmations : Hervé Le Duc
- Guitares : Emmanuel Vergeade, Dawayne Bailey (solo sur Diego libre dans sa tête)
- Chœurs : Alain Chamfort (Le Paradis blanc), Étienne Daho (Les Princes des villes)
- Cordes orchestrées et dirigées par Paul Buckmaster